# Le Lynx (jeu de société)
Le Lynx est un jeu de société dont le but est de retrouver des images sur un tablier avant ses adversaires. Ce jeu a été édité pour la première fois en 1993 par Educa Borras. Il doit son nom au lynx, animal réputé pour sa bonne vision.   

## Principe du jeu
Le Lynx est un jeu de société essentiellement pour jeune public faisant appel à une l'observation. Une partie se joue de 2 à 6 joueurs. 

### Préparation du jeu
Le jeu doit d'abord être monté de toutes pièces. Dans les versions classiques, le plateau est construit à partir d'une pièce circulaire, au centre, avec laquelle on peut emboîter le reste des pièces à la manière d'un puzzle. La pioche doit aussi être construite en emboîtant le socle plastique et le carton de forme hexagonale disposé dans la boîte de jeu.
Une fois le tout construit, les cartes illustrées doivent être placées dans la pioche.  
Après cela, chaque joueur se munit de 3 jetons de même couleur. Dès lors, le jeu peut commencer.

### Déroulement
La partie commence. Les joueurs piochent 3 images qu'ils devront rechercher sur le tablier. Dès lors, à un signal donné, tous les joueurs peuvent commencer leurs recherches afin de repérer les images qui leur ont été attribuées. Une fois qu'un joueur a trouvé ses 3 images, il stoppe les recherches des autres participants et met fin à la manche. Chaque participant gagne 1 point par image trouvée jusqu'à l'interruption. Une fois qu'un des participants réunit 25 points, il gagne la partie.

### Erreurs et tricheries
Si l'un des joueurs empêche à plusieurs reprises ses adversaires de voir le plateau ou encore, s'il commet une erreur en plaçant un jeton sur une image qui n'est pas la sienne, il devra céder un de ses points aux autres joueurs.

## Variantes et extensions

### Master Lynx Édition Famille
Master Lynx est une édition spéciale créée en exclusivité pour fêter les 20 ans de Fnac Éveil et jeux. Le jeu comporte 500 images soit 200 de plus que la version initiale.

### Le Lynx Go!
Adaptation dans un format de jeu de cartes transportable facilement.
Les règles varient : après avoir disposé cinq cartes aux dessins différents, on place une sixième carte au centre de la table. Le premier joueur qui touche la carte comportant le dessin de la carte au centre, remporte la carte.

### Le Lynx nomade
Adaptation avec un tablier en polyester qui se plie et s'ouvre à la manière d'un pop-up. Pour être transporté facilement, les tuiles peuvent être rangées dans le sac de rangement du plateau.

### Le Lynx géant
Adaptation avec au lieu du tablier classique, un tapis en mousse posé sur le sol. Le tapis en mousse du Lynx géant possède un diamètre de 91 cm. Il résiste à l’eau et peut donc être utilisé à l’intérieur comme à l’extérieur.

### Mon premier Lynx
Adaptation pour les enfants de 2 à 4 ans.

### Le petit Lynx
Adaptation pour les enfants avec seulement 36 images.

### Le Lynx Disney
Adaptation avec des images reprenant le monde de Disney.

### Variantes éducatives
Ce jeu a été repris de nombreuses fois sous des formes éducatives par des orthophonistes notamment.

## Liens Externes

### Notice du jeu
- Notice du jeu Le Lynx classique
- Notice du jeu Le Lynx Disney

### Publicités
- Publicité télévisée du jeu Le Lynx 400 images
- Publicité du jeu Le Lynx